# فهرست نیروگاه‌های قطر

فهرست نیروگاه‌های قطر در زیر آورده شده است. قطر به دلیل آب و هوای گرم و وجود صنایع نفت و گاز نیاز به انرژی نسبتاً زیادی دارد.

## نیروگاه گازی
| ردیف | نام                   | مکان                                      | ظرفیت         | نوع          | راه‌اندازی   |
| ---- | --------------------- | ----------------------------------------- | ------------- | ------------ | ----------- |
| ۱    | نیروگاه راس لافان A   | شهرک صنعتی راس لافان در راس لفان          | ۷۵۶ مگاوات    | نیروگاه گازی | ۲۰۰۳        |
| ۲    | نیروگاه راس لافان B   | شهرک صنعتی راس لافان در راس لفان          | ۱۰۲۵ مگاوات   | نیروگاه گازی | ۲۰۰۶ - ۲۰۰۸ |
| ۳    | نیروگاه راس لافان C   | شهرک صنعتی راس لافان در راس لفان          | ۲۷۳۰ مگاوات   | نیروگاه گازی | ۲۰۱۰ - ۲۰۱۱ |
| ۴    | نیروگاه راس ابو فنطاس | در ۱۰ کیلومتری دوحه، در نزدیکی شهر الوکره | ۲۰۴۹٫۵ مگاوات | نیروگاه گازی |             |
| ۵    | نیروگاه مسیعید        | منطقه صنعتی مسیعید در الوکره              | ۲۰۰۷ مگاوات   | نیروگاه گازی | ۲۰۰۸ - ۲۰۱۰ |
| ۶    | نیروگاه قطلوم         | منطقه صنعتی مسیعید در الوکره              | ۱۳۵۰ مگاوات   | نیروگاه گازی | ۲۰۱۱        |
| ۷    | نیروگاه صالیاه        | ریان                                      | ۱۳۴ مگاوات    | نیروگاه گازی | ۱۹۸۳        |